# توموكي تانيكتشي
توموكي تانيكتشي (باليابانية: 谷口 智紀) (22 أكتوبر 1992 في كيوتو في اليابان – )؛ هو لاعب كرة قدم كان يلعب كلاعب وسط.

## وصلات خارجية
- توموكي تانيكتشي على موقع رابطة كرة القدم اليابانية للمحترفين (اليابانية)
- توموكي تانيكتشي على موقع قاعدة بيانات كرة القدم.إي يو (الإنجليزية)
- توموكي تانيكتشي على موقع Soccerway.com (الإنجليزية)